# Stanley Charles Harris

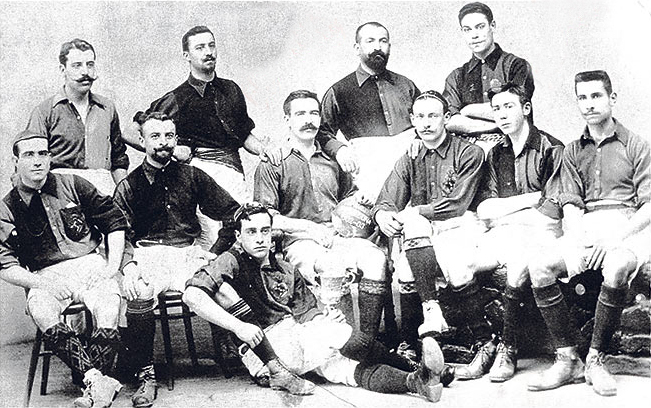
El Barça de 1903, campió de la Copa Barcelona. Dempeus: Llobet, Terradas, Reig i Vidal. Asseguts: Lluís d'Ossó, Steinberg, Meyer, Witty, Gamper, Harris i Lassaleta

Stanley Charles Harris (Londres, 1884 - Barcelona, 31 de gener de 1909) fou un futbolista anglès que jugà al FC Barcelona entre les temporades 1899-1900 i 1905-1906 a la posició de davanter. En el seu país natal adquirí experiència jugant a la Craven School de North Yorkshire. Harris ingressà al Barça el 13 de desembre de 1899 provinent del Team Anglès, un equip format per membres de la colònia anglesa resident a la ciutat comtal.
Fou el primer expulsat durant un partit en la història del club i també del futbol a Barcelona. Els fets van passar l'11 de febrer de 1900, en el partit contra un combinat de jugadors del FC Català i l'Escocès FC. L'incident va originar una baralla entre els altres jugadors que va provocar que Arthur Witty, capità en aquest partit, renunciés al càrrec.
La temporada 1901-1902 formà part del segon equip, amb el qual guanyà un torneig local, la Medalla de la Federació Gimnàstica Espanyola, jugant 9 partits i marcant 4 gols.

## Palmarès
- 1 Copa Barcelona (1902-1903)
- 1 Campionat de Catalunya (1904-1905)
- 1 Medalla de la Federació Gimnàstica Espanyola (1902)